# Doppelquerlenkerachse
Die Doppelquerlenkerachse oder Doppelquerlenker-Radaufhängung ist eine Form der Einzelradaufhängung an Automobilen, die sowohl als Vorder- als auch als Hinterachse Anwendung findet. Sie ist durch zwei Dreieckslenker und einen Stablenker gekennzeichnet.
Diese Bauart ging aus der Einzelradaufhängung mit zwei quer angeordneten Blattfedern hervor, die erstmals im Dampfauto „La Mancelle“ von 1878 realisiert wurde. Um die Radaufhängung gegen Längskräfte steifer zu machen, wurden an gleicher Stelle zwei Dreieckslenker eingebaut, die Lager mit parallelen Drehachsen aufwiesen. Die Funktion der Fahrzeugfederung wurde auf separate Federn (Schraubenfedern, Drehstabfedern) verlegt. Zwischenlösung war der Ersatz nur einer Blattfeder. An der Vorderachse war das Rad, analog zu Starrachsen in einem separaten Teil das die beiden Querlenker verband, um einen Achsschenkelbolzen drehbar gelagert. Erst mit der Entwicklung spielfreier Kugelgelenke wurde die Drehachse des Radträgers durch die Mittelpunkte der Gelenke definiert. Zusätzlich zu den beiden Dreieckslenkern ist ein weiterer Stablenker erforderlich.
Bei Rennwagen findet sich an der Hinterachse eine Bauart, bei der der untere Dreieckslenker umgekehrt eingebaut wird (zwei Anlenkpunkte am Radträger, ein Anlenkpunkt am Aufbau). Der Stablenker ist dann in Längsrichtung zur Abstützung der Antriebskräfte orientiert. Sind die Kugelgelenke am Radträger wird die Spurwinkeländerung beim Federn durch die Spurstange kontrolliert. 
Durch Verändern der Lenkerlängen, Lage der Anlenkpunkte und die Abstimmung der Gummilager lässt sich das Fahrwerk an unterschiedliche Anforderungen gut anpassen. Der obere Lenker ist kürzer als der untere, damit beim Einfedern die Spurweite nahezu gleich bleibt und der Sturz negativ wird, was am äußeren Rad bei Kurvenfahrt von Vorteil ist. Durch Verschränken der Querlenkerachsen wird der Nickpol festgelegt, der Anfahr- und Bremsnickausgleich beeinflusst.
Diese Radführung setzte sich ab den 1930er-Jahren als Vorderradaufhängung durch, wurde aber seit den 1970er-Jahren in Pkws von MacPherson-Achsen oder Mehrlenkerachsen weitgehend abgelöst. Der Platzbedarf in der oberen Lenkerebene steht dem Quereinbau der Motor-Getriebe-Einheit bei Fahrzeugen mit Frontantrieb entgegen. Der Raum in der Radschüssel wird von größeren Bremsen beansprucht, sodass die Auslegung der Lenkkinematik eingeschränkt ist. Teilweise wurde deshalb der obere Anlenkpunkt außerhalb der Radschüssel angeordnet. Häufig wird die Doppelquerlenkeraufhängung nur noch bei Bussen, Kleintransportern, sportlichen und Rennfahrzeugen (auch hinten) angewendet.

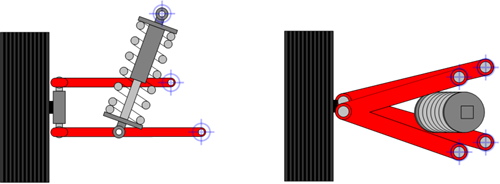
Prinzipskizze
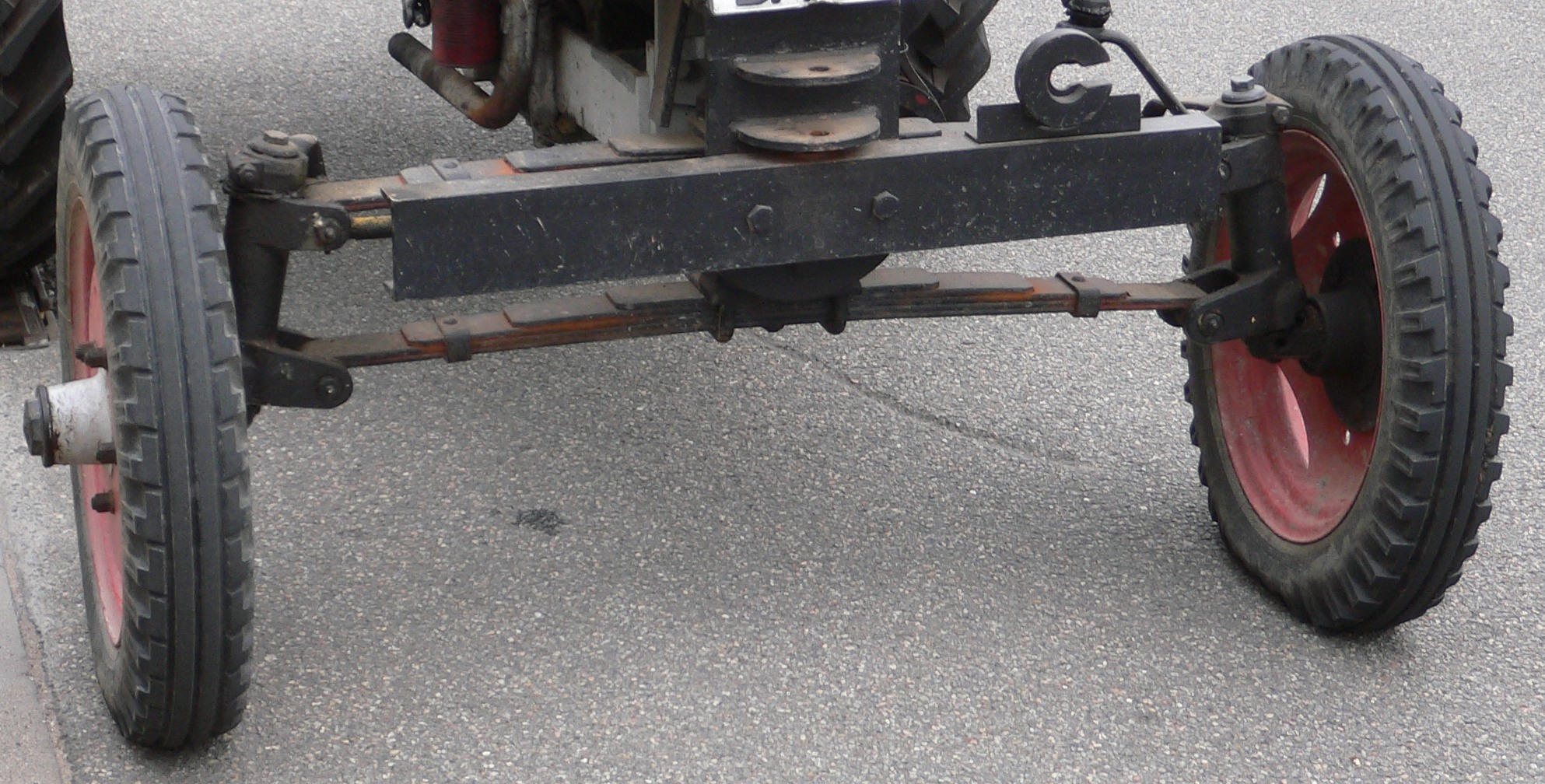
Urform: Blattfedern als Querlenker
Bewegung des Rades beim Einfedern
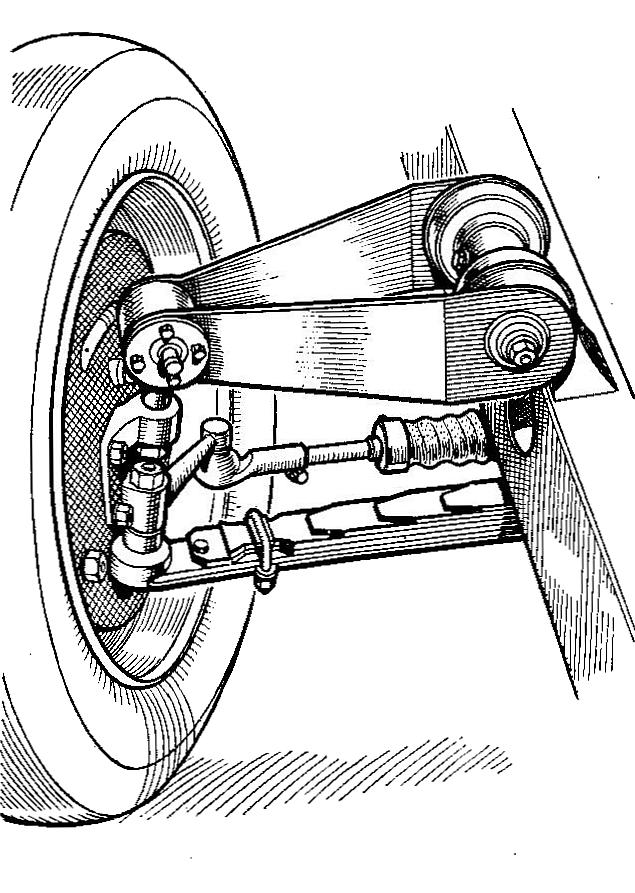
Dreieckslenker oben und Blattfeder unten, 1935
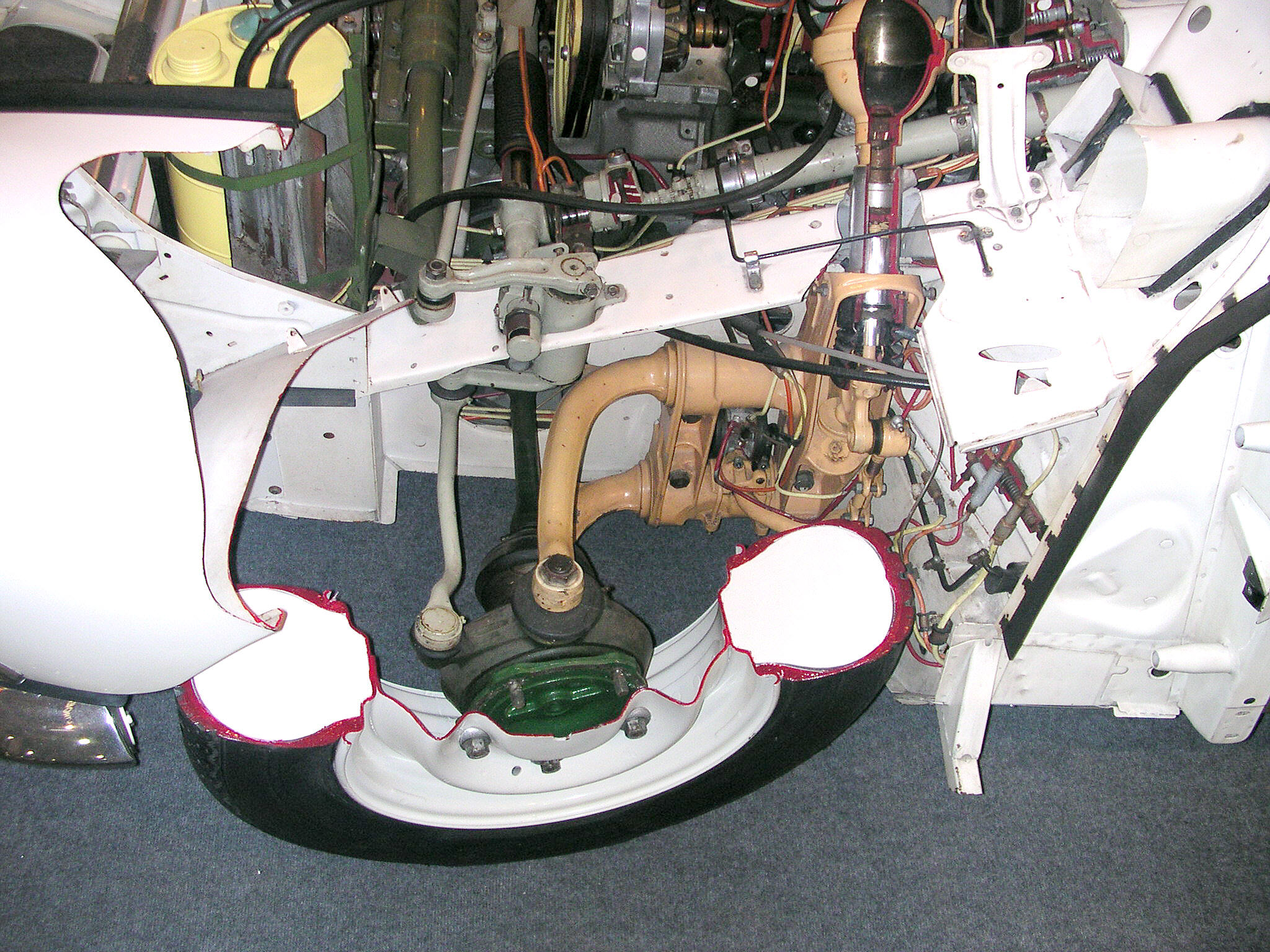
Geschmiedete Querlenker (hellbraun) in Winkel-Form
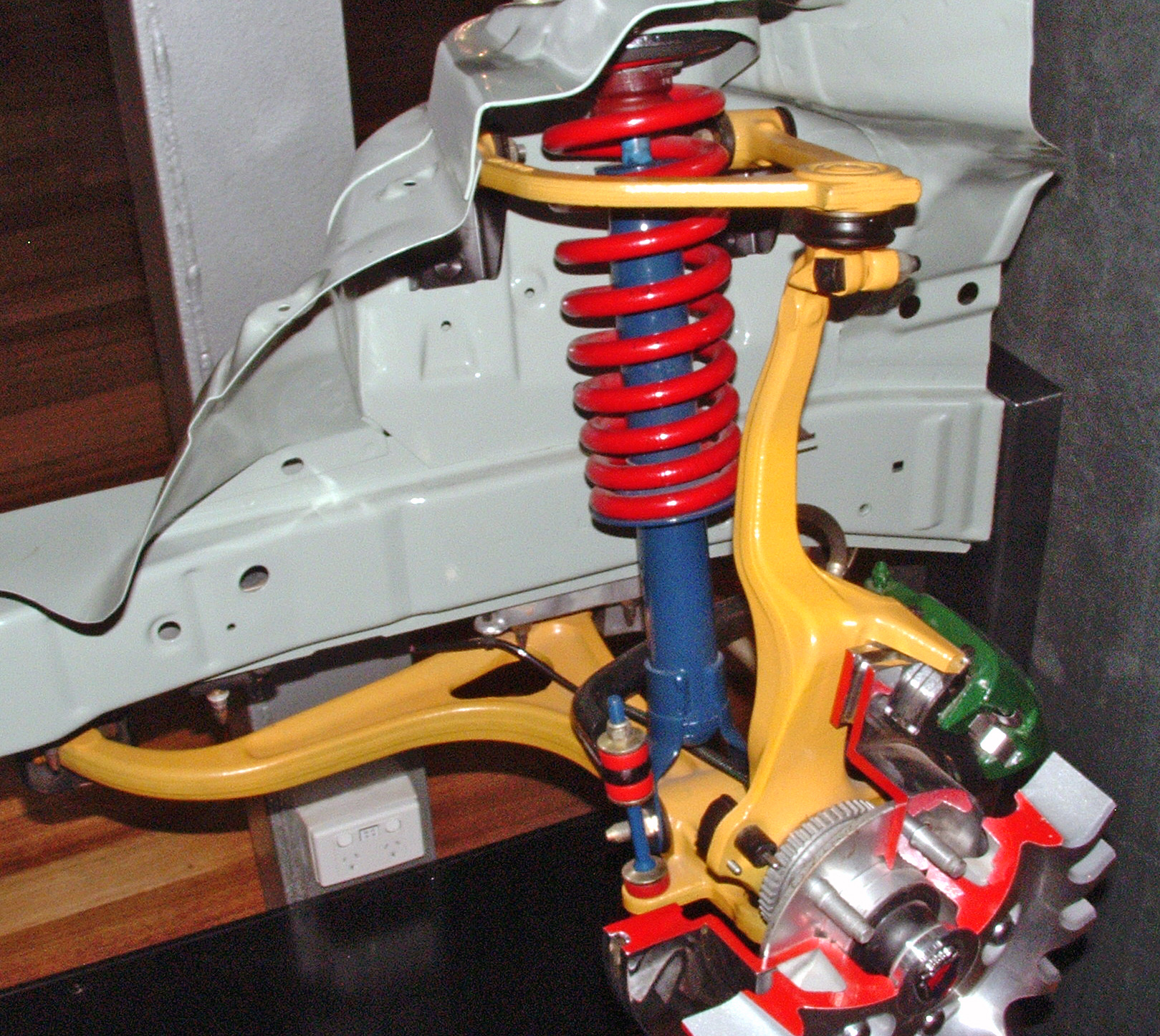
gelb: Dreieckslenker und Radträger blau: Stoßdämpfer rot: Schraubenfeder